# Arthur Fils
Arthur Fils (* 12. Juni 2004 in Bondoufle) ist ein französischer Tennisspieler.

## Karriere
Fils spielte bis 2022 auf der ITF Junior Tour. In der Jugend-Rangliste erreichte er mit Rang 3 seine höchste Notierung. Sein bestes Ergebnis bei Grand-Slam-Turnieren erzielte er 2021 bei den French Open. Dort zog er als 14. der Setzliste ins Finale der Einzelkonkurrenz ein, wo er seinem Landsmann Luca Van Assche unterlag. Im Doppel siegte er mit Giovanni Mpetshi Perricard im Endspiel. 2022 nahm er nur noch an einem Juniorenturnier teil und konzentrierte sich auf den Wechsel zu den Profis.
2021 begann er bei den Profis auf der drittklassigen ITF Future Tour zu spielen, wo er im März das erste Halbfinale erreichte, im Juli zog er erstmals in ein Finale ein, was ihm bis Jahresende noch einmal gelang. Im Doppel gewann er im selben Zeitraum seine ersten beide Future-Titel. Bei der Qualifikation zu den French Open, dem Turnier, wo er bei den Junioren jeweils das Finale erreichte, besiegte er in der ersten Runde Bernard Tomic. 2022 begann Fils mit ersten Erfolgen auf der ATP Challenger Tour. Zweimal qualifizierte er sich und überstand die erste Runde, in Lille kam er das erste Mal ins Viertelfinale. Dadurch stand er in der Top 500 der Weltrangliste. Im weiteren Jahresverlauf kletterte er weiter und nahm fortan hauptsächlich an Challengers teil. Er erreichte die letzten Acht in Troyan und Toulouse sowie Ende des Jahres in Roanne. Die größte Überraschung des Jahres gelang Fils beim letzten Masters des Jahres in Paris. Dort schlug er in der Qualifikation die Nummer 56 Jaume Munar und anschließend die Nummer 59 der Welt Fabio Fognini, wodurch er in sein erstes Hauptfeld auf der ATP Tour einzog. Kurioserweise spielte er dort erneut gegen Fognini, der als Lucky Loser ebenfalls nachgezogen war und dieses Mal unterlag er ihm. Das Jahr beendete er auf Rang 249 im Einzel und Platz 513 im Doppel, wo er zwar einige Challenger-Halbfinals erreichte, was er aber weniger priorisierte.

## Erfolge
| Legende (Anzahl der Siege)                 |
| Grand Slam                                 |
| ATP Tour Finals Next Generation ATP Finals |
| ATP Tour Masters 1000                      |
| ATP Tour 500 (2)                           |
| ATP Tour 250 (1)                           |
| ATP Challenger Tour (2)                    |

| Titel nach Belag |
| Hartplatz (1)    |
| Sand (2)         |
| Rasen (0)        |

### Einzel

#### Turniersiege

##### ATP Tour
| Nr. | Datum           | Turnier | Belag     | Finalgegner         | Ergebnis       |
| --- | --------------- | ------- | --------- | ------------------- | -------------- |
| 1.  | 27. Mai 2023    | Lyon    | Sand      | Francisco Cerúndolo | 6:3, 7:5       |
| 2.  | 21. Juli 2024   | Hamburg | Sand      | Alexander Zverev    | 6:3, 3:6, 7:61 |
| 3.  | 1. Oktober 2024 | Tokio   | Hartplatz | Ugo Humbert         | 5:7, 7:66, 6:3 |

##### ATP Challenger Tour
| Nr. | Datum           | Turnier  | Belag         | Finalgegner    | Ergebnis  |
| --- | --------------- | -------- | ------------- | -------------- | --------- |
| 1.  | 14. Januar 2023 | Oeiras   | Hartplatz (i) | Joris De Loore | 6:1, 7:64 |
| 2.  | 19. Mai 2024    | Bordeaux | Sand          | Pedro Martínez | 6:2, 6:3  |

#### Finalteilnahmen
| Nr. | Datum            | Turnier   | Belag         | Finalgegner      | Ergebnis                  |
| --- | ---------------- | --------- | ------------- | ---------------- | ------------------------- |
| 1.  | 22. Oktober 2023 | Antwerpen | Hartplatz (i) | Alexander Bublik | 4:6, 4:6                  |
| 2.  | 2. Dezember 2023 | Dschidda  | Hartplatz (i) | Hamad Međedović  | 4:36, 1:4, 2:4, 4:39, 1:4 |